# Церква Перенесення мощей Святого Миколая (Залужани)
Церква Перенесення мощей Святого Миколая в Залужанах — храм УГКЦ, пам'ятка архітектури місцевого значення в селі Залужанах Дрогобицької громади Дрогобицького району Львівської области України.

## Історія
1507 року письмово згадується парафіяльний храм (ерекційний акт з 1663 року). 1747 року святині надано привілей від дідича села Адама Бжостовського-Довговського. 30 травня 1896 року дерев'яний храм згорів, а на її місці того ж року постала дерев'яна провізорична каплиця.
Теперішня мурована церква збудована коштом ктиторки графині Тарнавської протягом 1990—1904 року за проєктом Василя Нагірного. Запрестольні образи та ікони бічних вівтарів виконав священник Іван Пастернак. Над іконостасом працював різьбяр Андрій Сабарей. У 1932—1935 роках стінопис храму виконав художник Антін Манастирський. У 1962—1988 роках була зачинена, деякий період у приміщенні діяв музей хліба.

## Парохи
- о. Іван Лозинський (1828—1840)
- о. Василь Гапонович (1839—1840, сотрудник; 1840, адміністратор)
- о. Яким Криницький (1840—1842, адміністратор; 1842—1864)
- о. Іван Вендизович (1864—1866, адміністратор)
- о. Йосиф Погорецький (1866—1890)
- о. Алоис Полянський (1891—1895)
- вакантна посада (1896)
- о. Іван Пастернак (1896—1910)
- о. Володимир Ардан (1901—1904, сотрудник)
- о. Зиновій Ільницький (1904—1906, сотрудник)
- о. Йосиф Ганяк (1910—1911, адміністратор)
- о. Микола Іванусів (1911—1961)
- о. Микола Грицай (1913—1914, сотрудник)
- о. Дмитро Шило (8.12.1989—27.12.2015)
- о. Михайло Олійник (27.12.2015—донині)